# Циклогексанол
Циклогексано́л (гексали́н, химическая формула — C6H11OH) — органический алициклический спирт.
При стандартных условиях, циклогексанол — это бесцветные кристаллы со слабым запахом камфоры.

## Физические свойства
Бесцветные кристаллы со слабым запахом камфоры, tпл 25,15 °C, tкип 161,1 °C, плотность 0,942 г/см3 (30 °C). Растворим в воде (4—5 % при 20 °C), смешивается с большинством органических растворителей, растворяет многие масла, воски и полимеры. 

## Химические свойства
Циклогексанол образует все характерные для спиртов производные (алкоголяты, сложные эфиры и др.); каталитическое окисление его кислородом воздуха приводит к образованию циклогексанону:
{\displaystyle {\mathsf {C_{6}H_{11}OH{\xrightarrow[{-H_{2}O}]{O_{2},t,kat:Co(C_{17}H_{35}COO)_{2}}}C_{6}H_{10}O}}}
Окисление в более жёстких условиях (окисление азотной кислотой, хромовой смесью или перманганатом калия) приводит к образованию адипиновой кислоты:
{\displaystyle {\mathsf {C_{6}H_{11}OH+2O_{2}{\xrightarrow[{-H_{2}O}]{t,HNO_{3}/K_{2}Cr_{2}O_{7}+H_{2}SO_{4}}}COOH(CH_{2})_{4}COOH}}}.
Циклогексанол легко дегидратируется с образованием циклогексена (C6H10):
{\displaystyle {\mathsf {C_{6}H_{11}OH{\xrightarrow {t,H_{2}SO_{4}}}C_{6}H_{10}+H_{2}O}}}

## Получение
1) Каталитическое гидрирование фенола:
{\displaystyle {\mathsf {C_{6}H_{5}OH+3H_{2}{\xrightarrow[{}]{t,p,kat:Pd/Al_{2}O_{3},Ni/Cr/Al_{2}O_{3}}}C_{6}H_{11}OH}}}
2) Окисление циклогексана (в этом случае обычно в смеси с циклогексаноном):
{\displaystyle {\mathsf {2C_{6}H_{12}{\xrightarrow[{-H_{2}O}]{3/2O_{2},t,p,kat:CoO*B_{2}O_{3}/Co(C_{17}H_{35}COO)_{2}}}C_{6}H_{11}OH+C_{6}H_{10}O}}}
и многими другими способами.
3) Восстановление циклогексанона:
{\displaystyle {\ce {C6H10O + H2 ->[Ni] C6H11OH}}}

## Применение
Применяют как полупродукт в производстве капролактама, из полимера которого изготовляют полиамидное волокно, и как растворитель.